# Aplatacris arborineurus
Aplatacris arborineurus är en insektsart som beskrevs av Campos, R.F. 1927. Aplatacris arborineurus ingår i släktet Aplatacris och familjen Romaleidae. Inga underarter finns listade i Catalogue of Life.